# Wladyslaw Kowalski

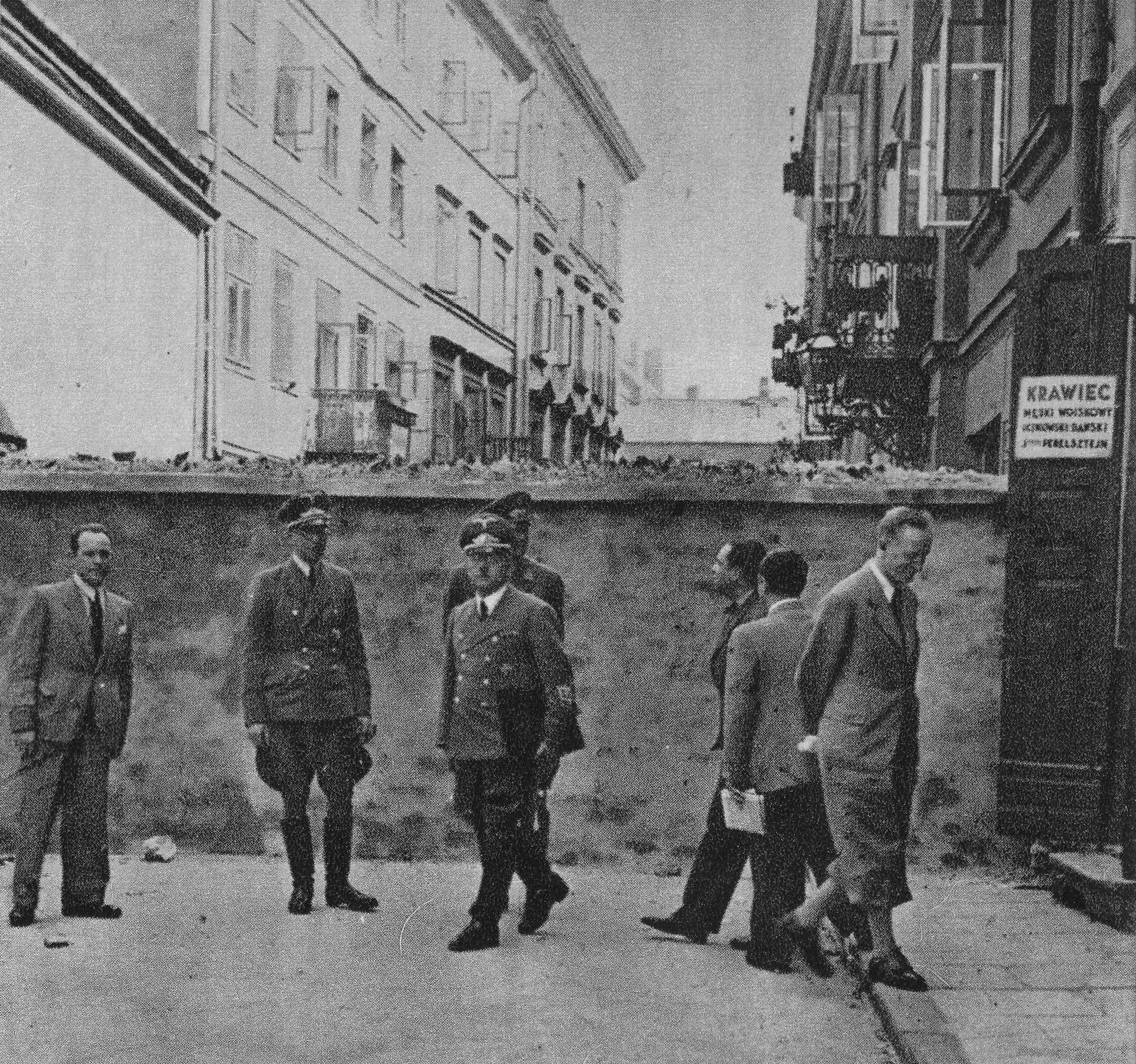
Němečtí důstojníci u zdi Varšavského ghetta (1941)

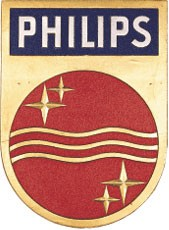
Značka firmy Philips s rádiovými vlnami a hvězdami v kruhu (1938)

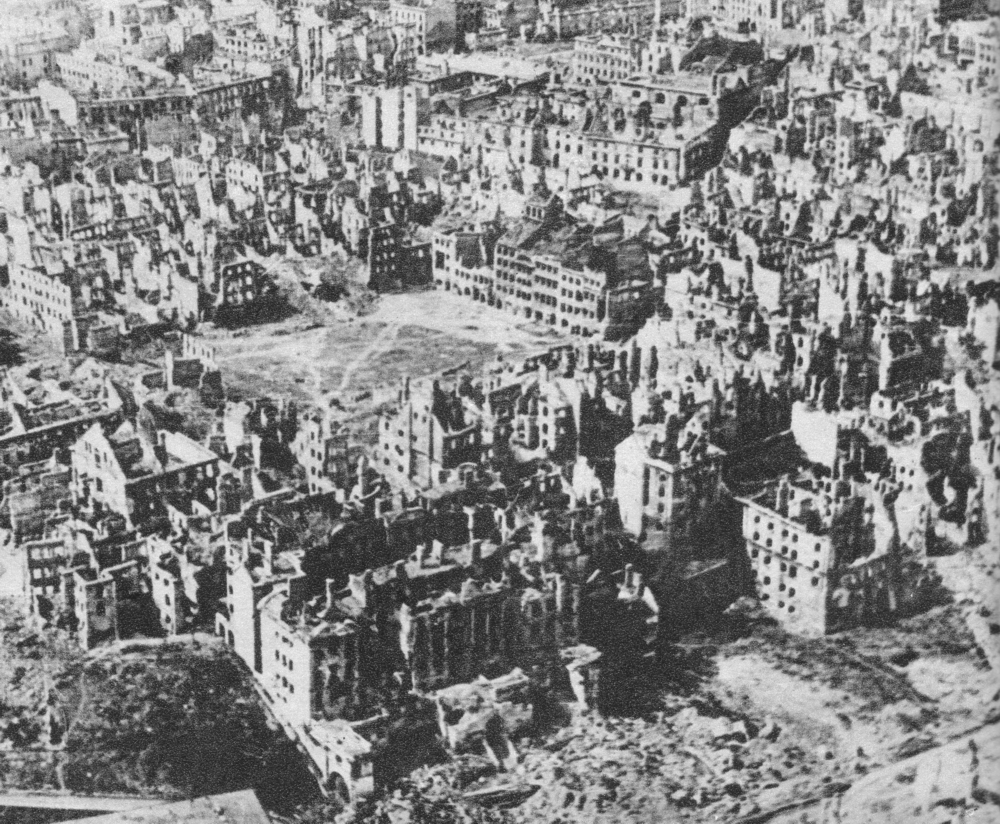
Varšava zničená německými nacisty (leden 1945)

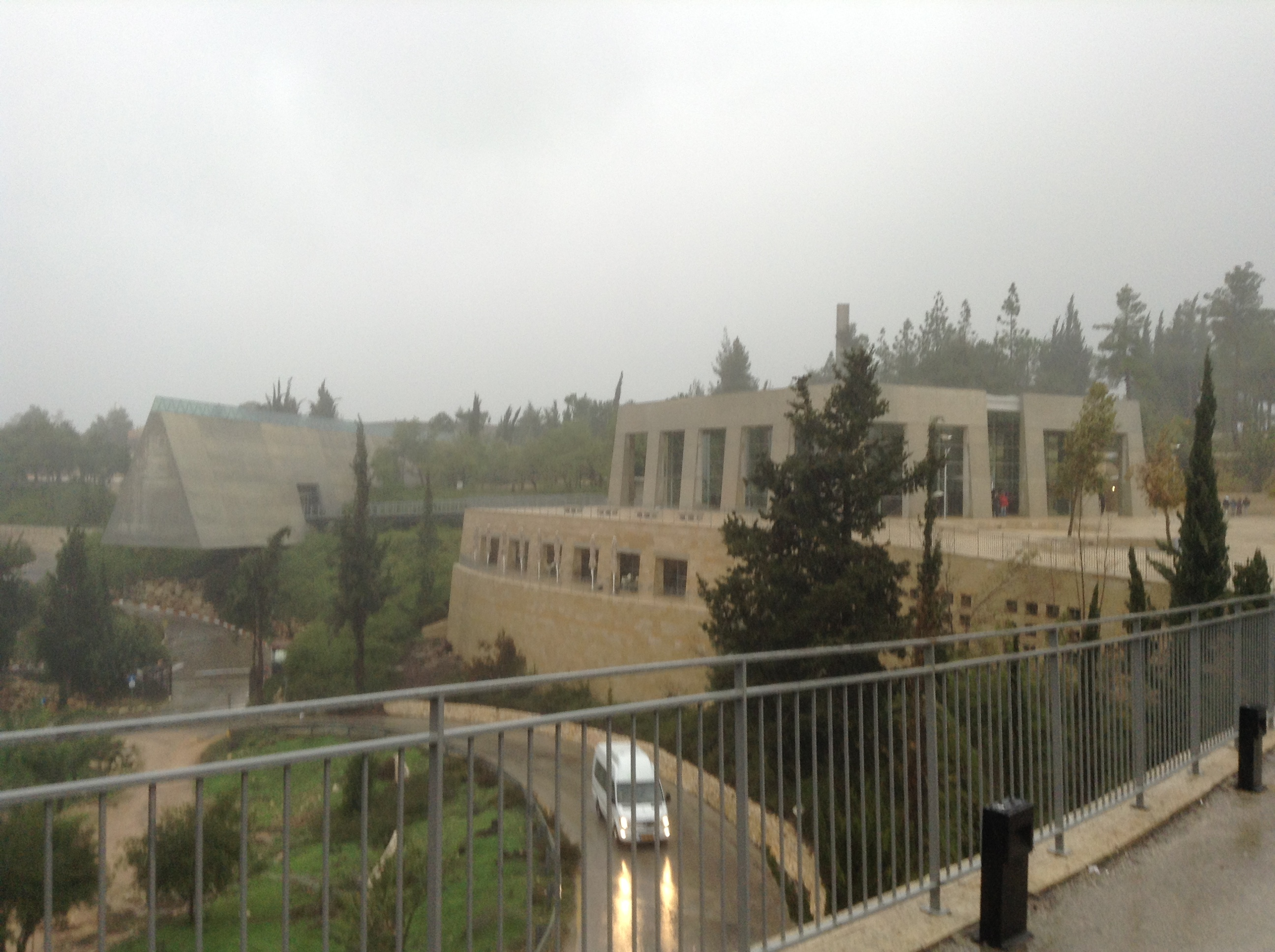
Pohled na Jad Vašem v Jeruzalémě v Izraeli (2014)

Wladyslaw Kowalski (polsky: Władysław Kowalski) (25. listopadu 1895 Kyjev, Ruské impérium (dnes Ukrajina) – 3. února 1971, Izrael)  byl polský důstojník a inženýr, který během druhé světové války ukrýval a ke konci války zachránil ve Varšavě minimálně padesát osob židovského původu.

## Život

### Rodinný původ (do roku 1939)
Wladyslaw Kowalski pocházel ze šlechtické rodiny a svým původním povoláním byl správce. Během první světové války bojoval nejprve v ruské armádě a později v armádě polské. Rukou sovětských bolševiků zahynuli na konci první světové války oba jeho rodiče. Po skončení první světové války Kowalski vystudoval, získal titul inženýra a následně vstoupil jako voják z povolání do polské armády. V polské armádě sloužil až do roku 1935 a ačkoliv byl povýšen do hodnosti plukovníka, opustil v roce 1935 důstojnické povolání a začal pracovat (ve významné pozici) pro nizozemskou společnost Philips v její polské pobočce ve Varšavě. Již během svého působení v armádě ale i pak ve Varšavě vycházel dobře jak se svými židovskými podřízenými, tak i s židovskými spolupracovníky.

### Druhá světová válka
Během druhé světové války se aktivně účastnil v roce 1939 obrany Varšavy před Němci, ale padl do zajetí. S ohledem na pozici a její důležitost, kterou zaujímal ve varšavské pobočce Philips, byl ze zajetí posléze propuštěn.

#### Bruno Boral
Prvním zachráněným byl asi sedmnáctiletý hladový a nemocný židovský chlapec Bruno (Bruni) Boral, který Kowalského oslovil v létě roku 1940 na varšavské ulici s žádostí o jídlo. Hoch zároveň uvedl, že nemá kam jít a ani si nemůže nic koupit k jídlu. Kowalski jej vzal do svého bytu (v ulici Pańska 111), opatřil mu falešné osobní dokumenty, zaregistroval jej jako pražského rezidenta a získal pro něj práci u společnosti Philips.

#### Seweryn Sznajderman
Ke konci roku 1940, když vzniklo Varšavské ghetto, organizoval Kowalski v pobočce Philips mezi svými spolupracovníky pomoc pro ty bývalé pracovníky firmy, kteří byli nuceni žít za zdmi ghetta. Vedení válečně strategické firmy Philips mu zařídilo speciální průkaz, jenž Kowalského opravňoval ke vstupu, volnému pohybu a i k opuštění ghetta a to za účelem plnění jeho pracovních povinností. Tato exkluzivní pozice dovolovala Kowalskému „pašovat“ do ghetta potraviny a léky a z ghetta pak opačným směrem i lidi. „Oficiálním“ úkolem Kowalského bylo vyhledávat v ghettu osoby, které firmě dlužili peníze a tyto z nich vymáhat, ale ve skutečnosti vyhledával především ty lidi, které s pomocí firmy bylo možno dostat z ghetta pryč a umístit je někde, kde by přečkali válku. V červenci 1941 se Kowalskému podařilo umístit jednoho ze svých přátel z práce, Seweryna Sznajdermana, jeho manželku Zulu a dceru Basii, do bytu svého přítele Tadeusze Szadkowského (v ulici Radzymińska 22).

#### Rodina Rubinových
V srpnu roku 1941 zaslechl Kowalski z trosek rozbitého varšavského činžovního domu sténání. Při bližším průzkumu zjistil, že se tam ukrývala trojice sourozenců z rodiny Rubinových (právník Filip, jeho sestra Karolin a bratr Jankiel s manželkou Balbin). Kowalski je nejprve vzal do svého bytu, ale Filip a Jankiel se hlasitě hádali tak, že hrozilo všem prozrazení a tak oba bratry po několika měsících Kowalski od sebe oddělil a našel jim jiný úkryt.

#### Rodina Rozenových
Na podzim roku 1942 Kowalski (s pomocí Piotra Bojka) dostal z ghetta Izbica čtyřčlennou rodinu Rozenových (ze Zamośće) (Chaim, Ada, jejich dcera Malwina a Chaimova sestra Wanda). Této čtveřici zajistil úkryt v bytě svého přítele plukovníka Zdzisława Szczepanowského (v ulici Jasna 5).

#### Sedmičlenná rodina
Z varšavského ghetta se mu podařilo zachránit v únoru roku 1943 dokonce sedmičlennou rodinu (Józef a Rachel Tylia, Lea Bucholc, Aron a Helena Bialer, a Mieczysław a Barbara Rezyk). Rodinu Tyliových ukryl do bytu plukovníka Jana Babeckiho (v ulici przy Tamka 11), pro Leu Bucholc našel úkryt u svého přítele Franciszka Majewského v Tarczyně u Varšavy a dvojice Bialer a Rezyk si našla úkryt sama. Čtyři z těchto zachráněných trpěli silnou podvýživou, byli poraněni a plní modřin jako následku bití. Kowalski si byl jist, že je udrží při životě tam, kam je ukryl, ale nebyl si jist tím, jak by měl postupovat v případě, že by některý ze zachráněných například zemřel. K takové situaci ale nedošlo a postupně se všem jejich zdravotní stav zlepšil až k uzdravení.

#### V Praze
V létě roku 1943 se Kowalski doslechl, že se osmice Židů, jež se schovávala v Praze v Ząbkowské ulici, dostala do potíží. Byli to Roman a Cypora Fiszer, Romanova sestra, Bina Bergman, jeho bratr Mordechaj a jeho snoubenka Tusia Sakowicz, Seweryn a Wanda Waholder a Baruch Goldfarb. Osmice byla pronásledována polskými udavači a tak se Kowalski rozhodl, že je všechny postupně přesune do svého bytu. Bylo tedy nutno v jeho varšavském bytě v Pańské ulici zřídit bezpečný úkryt pro celkem dvanáct osob. Za pomoci Romana Fiszera se Kowalskému podařilo vytvořit úkryt postavením „nové“ (falešné) zdi po celé délce jedné z místností. Poté přiváděl Kowalski ukrývané lidí do svého bytu. Když přiváděli Binu Bergmanovou narazili na německou kontrolu a situaci zvládli jen díky duchapřítomnosti řidiče. Když došlo ke kontrole osobních dokladů, jeden ze strážných pohlédl Binii Bergmanové zpříma do očí, poodhrnul její šátek, který měla omotaný kolem hlavy a začal vykřikovat „Žid! Žid!“. V tu chvíli začal sebevědomě a mnohem hlasitěji než Němec křičet řidič: „Žid? Jaký Žid? Já nevozím žádné Židy!“ Poté vytáhl 200 zlotých a než strážný zjistil, co se děje, „šoupnul“ mu obnos do ruky.

#### Peníze
Skrývání tak velkého množství lidí stálo pochopitelně i hodně peněz. Ukrývání osob věnoval Kowalski nejen velké úsilí a notnou dávku svých schopností, ale i všechny svoje peníze. Zpočátku skrývaní přispívali na výdaje, ale jejich peněžní prostředky brzy došly. Originální způsob, jak získat peníze, vymyslel Kowalski svým nápadem vyrábět v domácích podmínkách hračky a ty pak prodávat do hračkářství.

#### Domovní prohlídky
V období od září 1943 do konce července 1944 uskutečnili Němci v Kowalského bytě celkem tři domovní prohlídky a ani v jednom případě žádný úkryt nenašli. Přesto po třetí domovní prohlídce byl Kowalski převezen na stanici gestapa, ale díky svým vlivným známým byl posléze propuštěn.

#### Bombardování
V srpnu roku 1944 během Varšavského povstání dostal Kowalského byt bombový zásah, všichni museli sejít do suterénu a museli se z místa zásahu rychle evakuovat. Následně se skupina, vedená Kowalskim, přesouvala z místa na místo a v suterénech různých budov hledala úkryt a přístřeší. Během tohoto putování se ke skupině přidávali další noví, Kowalskému neznámí Židé. Kowalski sám si to vykládal tak, že vycítili jeho kladný vztah k Židům, hledali u něj pomoc a tak byli do skupiny postupně připojováni a Kowalski nově kooptovaným dával najevo, že se na něj mohou v jistém slova smyslu spolehnout.

#### Skupina
Postupem doby se skupina rozrostla na velikost třiceti lidí – ve skupině byli doktor Zev a Helena Beck, Jakub Karol, Szaja, Ruth a Liwia Ginsburg, Roman a Chana Noszczyk, Menachem a Chana Justin, lékař Baruch Dżima, Karolina a Jakub Mark, Pola Gleniec, Zygfryd a Bronka Rosłaniec, Adam a Ela Czarec, Joachim a Chawa Stach, Izaak a Mela Szer, Abraham Szabaton a jeho vnuk Kuba Szabaton, Gienek Szabaton a jeho manželka Bronka, Henek Szabaton a jeho manželka Miriam (synové Abrahama Szabatona), stejně jako bratři Adam a Natan Knobloch. Nakonec se ke skupině přidali i ti, které Kowalski dříve umístil u svých přátel takže se skupina rozrostla na celkový počet 56 osob.

#### Přežívání
Po pádu Varšavského povstání na podzim roku 1944 zůstala skupina pohromadě v téměř liduprázdné Varšavě v úkrytu. V suterénu vybombardovaného domu (v ulici Sienna 20/22) upravil Kowalski prostorný bunkr tak, že skrývaní zazdili okno, vykopali kanál vedoucí do stoky, jímž bylo možno v případě nebezpečí uniknout z bunkru, zbudovali si sporák na vaření a také toaletu (záchod). Z původních odhadovaných dvou až tří týdnů se doba jejich přežívání v bunkru protáhla na téměř tři měsíce (do ledna 1945). Zásoby potravin ale rychle došly a tak přežívali na horké vodě s cukrem, jehož měli dostatek. Hrozbu kurdějí zaháněli konzumací tablet s vitamínem C o něž se všichni společně dělili. Tímto strastiplným způsobem přežívali, jednoho zemřelého (Mordechaj Fiszer) pohřbili v odlehlé části bunkru. Dne 19. ledna 1945 svůj úkryt konečně definitivně opustili.

### Další osudy
Většině osob z Kowalského skupiny se podařilo dostat do ghetta v Lodži a později odejít do dalších zemí, mezi nimiž byli Izrael, Kanada, Spojené státy americké, Francie, Belgie a Brazílie. Kowalski zůstal dáli v kontaktu s Romanem a Cyporou Fiszerem, Binou Bergmanovou, Adamem a Elou Czarecki, Mieczysławem a Barbarou Rezykovou, Zygfrydem a Bronkou Rosłaniec.
Po skončení druhé světové války se v roce 1947 Kowalski oženil s jednou ze svých prvních zachráněných a sice s Leou Bucholc (Leou Buchholtzovou) a v roce 1957 se oba manželé společně vystěhovali do Izraele, kde od roku 1962 pracoval Wladyslaw Kowalski v institutu Jad vašem.
Wladyslaw Kowalski za druhé světové války celkem zachránil na 57 osob.  Dne 4. června 1963 v Izraeli obdržel čestný titul Spravedlivý mezi národy. 

## Seznam zachráněných
1. Natan Knobloch[2]
2. Adam Knobloch
3. Miriam Szabaton
4. Henek Szabaton
5. Bronka Szabaton
6. Gienek Szabaton
7. Kuba Szabaton
8. Abraham Szabaton
9. Mela Szer
10. Izaak Szer
11. Chawa Stach
12. Joachim Stach
13. Elżbieta Czerecka
14. Adam Czerecki
15. Bronka Rosłaniec
16. Pola Gleniec
17. Karolina Marek
18. Baruch Dżima
19. Chana Justin
20. Menachem Justin
21. Chana Noszczyk
22. Roman Noszczyk
23. Liwia Ginsburg
24. Ruth Ginsburg
25. Szaja Ginsburg
26. Jakub Karol († 1. ledna 1954)
27. Helena Beck († 1. ledna 1949)
28. Zew Beck († 1. ledna 1949)
29. Jakub Marek
30. Zygfryd Rosłaniec
31. Baruch Goldfarb
32. Wanda Waholder
33. Seweryn Waholder († 1. ledna 1944 ve Varšavě)
34. Tusia Sakowicz
35. Mordechaj Fiszer († 1. ledna 1944 ve Varšavě)
36. Bina Bergmanowa née Fiszer
37. Cypora Fiszer née Trachtenberg (* 3. ledna 1919)
38. Roman Fiszer
39. Lea Bucholc
40. Rachel Tylia
41. Józef Tylia
42. Barbara Rezyk
43. Mieczysław Rezyk
44. Helena Bialer
45. Aron Bialer
46. Wanda Rozen
47. Malwina Rozen
48. Ada Rozen
49. Chaim Rozen
50. Basia Sznajderman
51. Zula Sznajderman
52. Seweryn Sznajderman
53. Balbina Rubin
54. Jankiel Rubin
55. Karolina Rubin
56. Filip Rubin
57. Bruno Boral[2]